# Багульный
Багульный — посёлок в Чернышевском районе Забайкальского края, Россия. Входит в состав сельского поселения «Комсомольское».

## История
В 1966 г. указом президиума ВС РСФСР поселок фермы № 1 совхоза «Комсомолец» переименован в Багульный.

## Население
| 2010 | 2021 |
| ---- | ---- |
| 464  | ↘418 |